# El Colomer de Baix
El Colomer de Baix és una masia situada al municipi d'Amer, a la comarca catalana de la Selva. Juntament amb El Colomer de Dalt, forma una finca de 221 ha.